# Temperaturanomalien im Jahr 2017
| Monat     | Global   | Europa   |
| --------- | -------- | -------- |
| Januar    | +0,55 °C | <+1,0 °C |
| Februar   | +0,69 °C | +1,6 °C  |
| März      | +0,69 °C | +2,5 °C  |
| April     | +0,51 °C |          |
| Mai       | +0,56 °C |          |
| Juni      | +0,38 °C | +0,9 °C  |
| Juli      | +0,45 °C |          |
| August    | <+0,5 °C | +1 °C    |
| September | <+0,5 °C | +0,7 °C  |
| Oktober   | <+0,6 °C | >+0,6 °C |
| November  | +0,45 °C | <+0,8 °C |
| Dezember  | +0,55 °C | +2,1 °C  |
| 2017      | +0,53 °C | +0,5 °C  |

Die Temperaturanomalien im Jahr 2017 sind Abweichungen von Temperaturmittelwerten für das Jahr 2017. Dieser Artikel umfasst dabei die Anomalien der Monatsmitteltemperaturen. Als Vergleich dient die Normalperiode 1981–2010, die der damalige Referenzzeitraum der Weltorganisation für Meteorologie ist. Die Zahlen beruhen auf Angaben des Copernicus Climate Change Service. Darüber hinaus werden einige weitere regionale, monatliche Temperaturanomalien und in den jeweiligen Monat fallende Hitze- und Kältewellen sowie damit zusammenhängende Wetterphänomene und Temperaturrekorde erwähnt.

## Jahresmitteltemperaturen
Nach Angabe des Copernicus Climate Change Service lagen die Tempraturen 2017 global um 0,53 °C und in Europa um 0,5 °C über dem Durchschnitt der Normalperiode 1981–2020. Das Jahr 2017 liegt global momentan auf Platz 6 der zehn wärmsten Jahre seit 1880 (Stand: 2024).
Die Schweiz verzeichnete laut dem Bundesamt für Meteorologie und Klimatologie (MeteoSchweiz) das sechstwärmste Jahr seit Messbeginn 1864. Australien verzeichnete laut dem Bureau of Meteorology das drittwärmste Jahr seit Aufzeichnungsbeginn 1910.

## Januar
Im Januar 2017 lagen die Temperaturen global etwa 0,55 °C und in Europa insgesamt um fast 1,0 °C über denen der Normalperiode 1981–2010. In Süd- und Mitteleuropa fielen die Temperaturen dabei jedoch unterdurchschnittlich aus und nur in Nordeuropa wärmer. In der Schweiz lag das landesweite Mittel 2,5 °C über der Norm.
In den meisten Teilen Nordamerikas fielen die Temperaturen deutlich wärmer aus als gewähnlich, jedoch kälter im Westen des Kontinents. Überdurchschnittlich hohe Temperaturen herrschten zudem in weiten Teilen Südamerikas, in Zentralafrika, auf der arabischen Halbinsel, in Ostasien und in weiten Teilen Ostsibiriens. Unterdurchschnittlich fielen die Temperaturen dagegen in Nordafrika und der Südspitze Afrikas sowie im Norden Grönlands und in der Antartkis aus.
In Australien lagen die Temperaturen laut dem Bureau of Meteorology insgesamt um 0,77 °C über dem Durchschnitt der Jahre 1961–1990. Der Bundesstaat New South Wales verzeichnete mit Temperaturen von 3,34 °C über dem Durchschnitt den drittwärmsten Januar seit Aufzeichnungsbeginn (+3,98 °C für Rekordmonat 1939).
In der Arktis waren die Temperaturen deutlich höher als gewöhnlich.

## Februar
Der Februar 2017 war global um 0,69 °C und in Europa um 1,6 °C wärmer als der Durchschnitt der Normalperiode. Die größte Temperaturanomalie dieses Monats trat mit einer Abweichung von über 10 °C im Vergleich zur Normalperiode in der Arktis auf, wo die Meereisausdehnung für die Jahreszeit extrem niedrig blieb. In der Schweiz lag das landesweite Mittel 2,7 °C über der Norm.
In Australien lagen die Temperaturen laut dem Bureau of Meteorlogy um 0,33 °C über dem Durchschnitt der Jahre 1961–1990. Der Monat fiel vor allem in den Bundesstaaten New South Wales und Queensland in der ersten Monatshälfte wärmer aus. Die höchsten Temperaturen wurden dort im Zeitraum vom 9. bis 12. Februar verzeichnet.

## März
Der März 2017 war global um 0,69 °C und in Europa um 2,5 °C wärmer als der Durchschnitt der Normalperiode. In der Schweiz lag das landesweite Mittel 3,3 °C über der Norm.
Australien verzeichnete laut dem Bureau of Meteorology den bis dahin drittwärmsten März seit Aufzeichnungsbeginn. Die Temperaturen lagen um 1,66 °C über denen der Normalperiode 1961–1990. Im Rekordmärz 2016 waren es +1,70 °C. In New South Wales und dem Süden Queenslands war es bereits seit Anfang des Jahres außergewöhnlich warm.

## April
Der April 2017 war global um 0,51 °C wärmer und in Europa etwas kälter als der Durchschnitt der Normalperiode. In der Schweiz lag das landesweite Mittel 0,5 °C über der Norm.
In Australien lagen die Temperaturen mit +0,09 °C insgesamt und in den meisten Bundesstaaten leicht über denen der Normalperiode 1961–1990, in South Australia und Western Australia fielen sie knapp darunter.

## Mai
Der Mai 2017 war global um 0,56 °C wärmer als der Durchschnitt der Normalperiode und in Europa ähnlich warm wie dieser. In der Schweiz lag das landesweite Mittel 1,1 °C über der Norm.
In Australien lagen die Temperaturen laut dem Bureau of Meteorology um 0,71 °C über denen der Normalperiode 1961–1990. Der einzige Bundesstaat mit unterdurchschnittlichen Temperaturen war Victoria.

## Juni
Der Juni 2017 war global um 0,38 °C und in Europa um 0,9 °C wärmer als der Durchschnitt der Normalperiode. In der Schweiz lag das landesweite Mittel 3,3 °C über der Norm.
In Australien lagen die Temperaturen im Juni laut dem Bureau of Meteorology insgesamt um 0,47 °C über denen der Normalperiode. In Victoria, South Australia und dem Northern Territory fielen sie dagegen leicht unterdurchschnittlich aus.

## Juli
Der Juli 2017 war global um 0,45 °C wärmer als der Durchschnitt der Normalperiode und in Europa ähnlich warm wie dieser. In der Schweiz lag das landesweite Mittel 0,8 °C über der Norm.
Australien verzeichnete laut dem Bureau of Meteorology den drittwärmsten Juli seit 1975. Die Temperaturen lagen insgesamt um 1,81 °C über denen der Normalperiode. Im Northern Territory war es mit +2,73 °C der wärmste Juli seit Aufzeichnungsbeginn. Der vorherige Rekordmonat aus dem Jahr 1975 lag bei +2,57 °C über der Normalperiode.

## August
Der August 2017 war global um fast 0,5 °C und in Europa um 1 °C wärmer als der Durchschnitt der Normalperiode. In der Schweiz lag das landesweite Mittel 1,7 °C über der Norm.
Australien verzeichnete den bis dahin neuntwärmsten August seit Aufzeichnungsbeginn. Die Temperaturen lagen insgesamt um 1,04 °C über denen der Normalperiode. In eine Hitzewelle in der Augusthälfte fiel als besonders warmer Tag der 15. August, an dem an mehreren Stationen in South Australia und im Westen vom New South Wales neue August-Höchsttemperaturrekorde gemessen wurden. Insegsamt fiel die Hitzewelle aber schwächer aus als ähnliche in den Jahren 1946 und 2009.

## September
Der September war global um fast 0,5 °C und in Europa um 0,7 °C wärmer als der Durchschnitt der Normalperiode. In der Schweiz lag das landesweite Mittel 1,6 °C unter der Norm.
In Australien lagen die Temperaturen laut dem Bureau of Meteorology um 1,25 °C über denen der Normalperiode 1961–1990. Viele Langzeitstationen verzeichneten am 23. und 24. sowie zwischen dem 27. und dem Monatsende Rekordtemperaturen für Sepetmber. Darüber hinaus wurden mehrere ganz Australien betreffende Temperaturrekorde aufgestellt. So wurde am 22. September der bis dahin wärmste Septembertag seit Aufzeichnungsbeginn verzeichnet. Die Durchschnittstemperatur lag mit 33,50 °C um mehr als sechs Grad über dem langjärhigen Mittel. Der vorherigen Temperaturrekord vom 30. September 1998 lag bei 33,39 °C.

## Oktober
Der Oktober 2017 war global um fast 0,6 °C und in Europa um mehr als 0,6 °C wärmer als der Durchschnitt der Normalperiode. In der Schweiz lag das landesweite Mittel 1,2 °C über der Norm.
Australien verzeichnete den bis dahin zehntwärmsten Oktober seit Aufzeichnungsbeginn. Die Temperaturen lagen laut dem Bureau of Meteorology um 1,42 °C über denen der Normalperiode 1961–1990. Tasmanien verzeichnete mit +1,48 °C den zweitwärmsten Oktober nach 1963 mit +1,91 °C.

## November
Der November 2017 war global um 0,45 °C und in Europa um fast 0,8 °C wärmer als der Durchschnitt der Normalperiode. In der Schweiz lag das landesweite Mittel 0,4 °C unter der Norm.
In Australien lagen die Temperaturen laut dem Bureau of Meteorology um 0,70 °C über dem Durchschnitt der Normalperiode 1961–1990. Tasmanien verzeichnete nach dem zweitwärmsten Oktober nun auch den bis dahin wärmsten November seit Aufzeichnungsbeginn. Die Temperaturen lagen um 2,58 °C über denen der Nomalperiode, im vorherigen Rekordmonat im Jahr 2000 waren es +2,04 °C. Darüber hinaus verzeichnete der Bundesstaat Victoria seinen bis dahin zweitwärmsten November.

## Dezember
Der Dezember 2017 war global um 0,55 °C und in Europa um 2,1 °C wärmer als der Durchschnitt der Normalperiode. In der Schweiz lag das landesweite Mittel 0,6 °C unter der Norm.
Australien verzeichnete laut dem Bureau of Meteorology seinen bis dahin fünftwärmsten Dezember seit Aufzeichnungsbeginn. Die Temperaturen lagen insgesamt um 1,10 °C über denen der Normalperiode 1961–1990.